# Dyskografia Patti Page
Dyskografia Patti Page (1927–2013) – amerykańskiej piosenkarki i jednej z najbardziej znanych artystek tradycyjnej muzyki pop, obejmuje 47 albumów studyjnych, 4 albumy koncertowe oraz 50 projektów kompilacyjnych i 127 singli.
Debiutancki album studyjny piosenkarki pod tytułem Patti Page został wydany w 1950 roku i zawierał kilka jej singli z poprzednich dwóch lat. Wszystkie albumy studyjne Page w latach 50. ukazywały się nakładem wydawnictwa Mercury Records. Wiele jej studyjnych projektów skupiało się wokół tradycyjnych ludowych piosenek, jak na przykład album Folk Song Favorites z 1951 roku. Album koncepcyjny Manhattan Tower był pierwszym albumem piosenkarki, który znalazł się na listach przebojów – osiągnął 18. miejsce na liście Billboard 200.
W 1960 roku Mercury Records wydało pierwszy album Page z muzyką kościelną, zatytułowany Just a Closer Walk with Thee. Wytwórnia wydała także dwa albumy z muzyką country: Patti Page Sings Country and Western Golden Hits (1961) oraz Go On Home (1962). Jej następnym albumem, który znalazł się na liście Billboard 200 był album Patti Page Sings Golden Hits of the Boys z 1962 roku. W 1963 roku wydała swój pierwszy album dla Columbia Records zatytułowany Say Wonderful Things.
Patti Page pozostała w wytwórni Columbia do roku 1970, w 1968 wydała album Gentle on My Mind. To była jej ostatnia płyta z listami przebojów na liście Billboard 200. Album Honey Come Back zajął 37. miejsce na liście przebojów Billboard Top Country Albums. Na początku lat 70. powróciła do wytwórni Mercury Records. W 1971 roku wytwórnia wydała jeden jej album pod tytułem I'd Rather Be Sorry. Kolejny album z muzyką country ukazał się w 1979 roku nakładem wytwórni 51 West Records i nosił tytuł A Touch of Country. Przechodząc na krótko do wytwórni Plantation Records, Page wydała w 1981 roku album No Aces. W ciągu następnych dwóch dekad jej poprzednie wytwórnie wydały różnorodne projekty kompilacyjne.
Page powróciła w 1998 roku z albumem koncertowym pod tytułem Live at Carnegie Hall: The 50th Anniversary Concert. W XXI wieku ukazały się trzy albumy studyjne piosenkarki. Jej ostatni album studyjny został wydany przez Curb Records w 2008 roku pod tytułem Best Country Songs.

## Albumy studyjne

### Lata 50.
| Tytuł                                             | Dane dot. albumu                            | Najwyższe pozycje na listach |
| Tytuł                                             | Dane dot. albumu                            | US                           |
| ------------------------------------------------- | ------------------------------------------- | ---------------------------- |
| Patti Page                                        | - Wydany: 1950 - Wytwórnia: Mercury Records | —                            |
| Folk Song Favorites                               | - Wydany: 1951 - Wytwórnia: Mercury Records | —                            |
| Christmas with Patti Page                         | - Wydany: 1951 - Wytwórnia: Mercury Records | —                            |
| Tennessee Waltz                                   | - Wydany: 1952 - Wytwórnia: Mercury Records | —                            |
| Patti Page Sings for Romance                      | - Wydany: 1954 - Wytwórnia: Mercury Records | —                            |
| Song Souvenir                                     | - Wydany: 1954 - Wytwórnia: Mercury Records | —                            |
| Just Patti                                        | - Wydany: 1954 - Wytwórnia: Mercury Records | —                            |
| Patti's Songs                                     | - Wydany: 1954 - Wytwórnia: Mercury Records | —                            |
| So Many Memories                                  | - Wydany: 1954 - Wytwórnia: Mercury Records | —                            |
| And I Thought About You                           | - Wydany: 1955 - Wytwórnia: Mercury Records | —                            |
| Romance on the Range                              | - Wydany: 1955 - Wytwórnia: Mercury Records | —                            |
| Manhattan Tower                                   | - Wydany: 1956 - Wytwórnia: Mercury Records | 18                           |
| In the Land of Hi-Fi                              | - Wydany: 1956 - Wytwórnia: Mercury Records | —                            |
| Music for Two in Love                             | - Wydany: 1956 - Wytwórnia: Mercury Records | —                            |
| You Go to My Head                                 | - Wydany: 1956 - Wytwórnia: Mercury Records | —                            |
| The Voices of Patti Page                          | - Wydany: 1956 - Wytwórnia: Mercury Records | —                            |
| The East Side                                     | - Wydany: 1957 - Wytwórnia: Mercury Records | —                            |
| The Waltz Queen                                   | - Wydany: 1957 - Wytwórnia: Mercury Records | —                            |
| I've Heard That Song Before                       | - Wydany: 1958 - Wytwórnia: Mercury Records | —                            |
| Let's Get Away from It All                        | - Wydany: 1958 - Wytwórnia: Mercury Records | —                            |
| The West Side                                     | - Wydany: 1959 - Wytwórnia: Mercury Records | —                            |
| On Camera...Patti Page...Favorites from TV        | - Wydany: 1959 - Wytwórnia: Mercury Records | —                            |
| Indiscretion                                      | - Wydany: 1959 - Wytwórnia: Mercury Records | —                            |
| I'll Remember April                               | - Wydany: 1959 - Wytwórnia: Mercury Records | —                            |
| 3 Little Words                                    | - Wydany: 1959 - Wytwórnia: Mercury Records | —                            |
| „—” oznacza, że album nie był notowany na liście. |                                             |                              |

### Lata 60.
| Tytuł                                             | Dane dot. albumu                             | Najwyższe pozycje na listach |
| Tytuł                                             | Dane dot. albumu                             | US                           |
| ------------------------------------------------- | -------------------------------------------- | ---------------------------- |
| Just a Closer Walk with Thee                      | - Wydany: 1960 - Wytwórnia: PolyGram         | —                            |
| Patti Page Sings the Stars in "Elmer Gantry"      | - Wydany: 1960 - Wytwórnia: Mercury Records  | —                            |
| Patti Page Sings Country and Western Golden Hits  | - Wydany: 1961 - Wytwórnia: Mercury Records  | —                            |
| Go On Home                                        | - Wydany: 1962 - Wytwórnia: Mercury Records  | —                            |
| Patti Page Sings Golden Hits of the Boys          | - Wydany: 1962 - Wytwórnia: Mercury Records  | 115                          |
| Say Wonderful Things                              | - Wydany: 1963 - Wytwórnia: Columbia Records | 83                           |
| Love After Midnight                               | - Wydany: 1964 - Wytwórnia: Columbia Records | —                            |
| Hush, Hush, Sweet Charlotte                       | - Wydany: 1965 - Wytwórnia: Columbia Records | 27                           |
| Christmas with Patti Page                         | - Wydany: 1965 - Wytwórnia: Columbia Records | —                            |
| Patti Page Sings America's Favorite Hymns         | - Wydany: 1966 - Wytwórnia: Columbia Records | —                            |
| Patti Page's Greatest Hits                        | - Wydany: 1966 - Wytwórnia: Columbia Records | —                            |
| Today My Way                                      | - Wydany: 1967 - Wytwórnia: Columbia Records | —                            |
| Gentle on My Mind                                 | - Wydany: 1968 - Wytwórnia: Columbia Records | 168                          |
| „—” oznacza, że album nie był notowany na liście. |                                              |                              |

### Lata 70. – 2000.
| Tytuł                                             | Dane dot. albumu                               | Najwyższe pozycje na listach |
| Tytuł                                             | Dane dot. albumu                               | US                           |
| ------------------------------------------------- | ---------------------------------------------- | ---------------------------- |
| Honey Come Back                                   | - Wydany: 1970 - Wytwórnia: Columbia Records   | —                            |
| I'd Rather Be Sorry                               | - Wydany: 1971 - Wytwórnia: Mercury Records    | 37                           |
| A Touch of Country                                | - Wydany: 1979 - Wytwórnia: Avco Records       | —                            |
| No Aces                                           | - Wydany: 1981 - Wytwórnia: Plantation Records | —                            |
| Golden Hits Volume 1                              | - Wydany: 1981 - Wytwórnia: Plantation Records | —                            |
| Golden Hits Volume 2                              | - Wydany: 1982 - Wytwórnia: Plantation Records | —                            |
| Brand New Tennessee Waltz                         | - Wydany: 2000 - Wytwórnia: Gold Records       | —                            |
| Sweet Sounds of Christmas                         | - Wydany: 2002 - Wytwórnia: Gold Records       | —                            |
| Best Country Songs                                | - Wydany: 2008 - Wytwórnia: Curb Records       | —                            |
| „—” oznacza, że album nie był notowany na liście. |                                                |                              |

## Albumy kompilacyjne
| Tytuł                                                                    | Dane dot. albumu                               |
| Lata 50.                                                                 | Lata 50.                                       |
| ------------------------------------------------------------------------ | ---------------------------------------------- |
| Page 1 – A Collection of Her Most Famous Songs                           | - Wydany: 1955 - Wytwórnia: Mercury Records    |
| Page 2 – A Collection of Her Most Famous Songs                           | - Wydany: 1955 - Wytwórnia: Mercury Records    |
| Page 3 – A Collection of Her Most Famous Songs                           | - Wydany: 1955 - Wytwórnia: Mercury Records    |
| Page 4 – A Collection of Her Most Famous Songs                           | - Wydany: 1956 - Wytwórnia: Mercury Records    |
| This Is My Song                                                          | - Wydany: 1956 - Wytwórnia: Mercury Records    |
| The Waltz Queen                                                          | - Wydany: 1958 - Wytwórnia: Wing Records       |
| Lata 60.                                                                 |                                                |
| Golden Hits                                                              | - Wydany: 1960 - Wytwórnia: Mercury Records    |
| Golden Hits – Volume II                                                  | - Wydany: 1963 - Wytwórnia: Mercury Records    |
| The Singing Rage                                                         | - Wydany: 1963 - Wytwórnia: Mercury Records    |
| Blue Dream Street                                                        | - Wydany: 1964 - Wytwórnia: Mercury Records    |
| The Nearness of You                                                      | - Wydany: 1964 - Wytwórnia: Mercury Records    |
| Y'all Come                                                               | - Wydany: 1965 - Wytwórnia: Wing               |
| Patti Page De Luxe                                                       | - Wydany: 1966 - Wytwórnia: CBS                |
| My Name Is Patti                                                         | - Wydany: 1967 - Wytwórnia: CBS                |
| Love Letters                                                             | - Wydany: 1969 - Wytwórnia: Harmony Records    |
| Lata 70.                                                                 |                                                |
| Jazz Vocal Standards (z Billym Eckstinem, Helen Merrill i Sarah Vaughan) | - Wydany: 1970 - Wytwórnia: Mercury Records    |
| Stand by Your Man                                                        | - Wydany: 1970 - Wytwórnia: Harmony Records    |
| Green Green Grass of Home                                                | - Wydany: 1971 - Wytwórnia: Harmony Records    |
| Jazz Vocal Custom 20 (z Billym Eckstinem, Helen Merrill i Sarah Vaughan) | - Wydany: 1972 - Wytwórnia: Mercury Records    |
| Sweet Voices (z Anita Bryant i Doris Day)                                | - Wydany: 1973 - Wytwórnia: CBS/Sony           |
| Patti Page                                                               | - Wydany: 1974 - Wytwórnia: CBS/Sony           |
| Reflection 18                                                            | - Wydany: 1975 - Wytwórnia: Mercury Records    |
| New Golden Disc                                                          | - Wydany: 1976 - Wytwórnia: CBS                |
| Golden Grand Prix 20                                                     | - Wydany: 1977 - Wytwórnia: CBS                |
| Golden Grand Prix 30                                                     | - Wydany: 1977 - Wytwórnia: CBS                |
| Country Greats                                                           | - Wydany: 1977 - Wytwórnia: Mercury Records    |
| The Best of Patti Page: 20 All-Time Favourites                           | - Wydany: 1978 - Wytwórnia: CBS                |
| Lata 80.                                                                 |                                                |
| 20 All Time Greats                                                       | - Wydany: 1981 - Wytwórnia: EMI                |
| 20 Golden Favourites                                                     | - Wydany: 1983 - Wytwórnia: Mercury Records    |
| 20 Golden Hits                                                           | - Wydany: 1983 - Wytwórnia: Plantation Records |
| Sound Patio Collection: Patti Page                                       | - Wydany: 1989 - Wytwórnia: Mercury Records    |
| 16 Most Requested Songs                                                  | - Wydany: 1989 - Wytwórnia: Columbia Records   |
| Lata 90.                                                                 |                                                |
| Million Seller Hits                                                      | - Wydany: 1990 - Wytwórnia: Mercury Records    |
| The Patti Page Collection: The Mercury Years Vol. 1                      | - Wydany: 1991 - Wytwórnia: Mercury Records    |
| The Patti Page Collection: The Mercury Years Vol. 2                      | - Wydany: 1991 - Wytwórnia: Mercury Records    |
| The Very Best of Patti Page                                              | - Wydany: 1992 - Wytwórnia: Columbia Records   |
| Patti Page – Her Greatest Hits                                           | - Wydany: 1995 - Wytwórnia: Mercury Records    |
| Greatest Songs                                                           | - Wydany: 1995 - Wytwórnia: Curb Records       |
| Greatest Hits – Finest Performances                                      | - Wydany: 1995 - Wytwórnia: Sun Records        |
| Tennessee Waltz                                                          | - Wydany: 1997 - Wytwórnia: Sun Records        |
| A Golden Celebration                                                     | - Wydany: 1997 - Wytwórnia: PolyGram           |
| Golden Greats                                                            | - Wydany: 1998 - Wytwórnia: PolyGram           |
| Lata 2000.                                                               |                                                |
| Collection                                                               | - Wydany: 2002 - Wytwórnia: PolyGram UK        |
| 20th Century Masters - The Millennium Collection                         | - Wydany: 2003 - Wytwórnia: Mercury Records    |
| Star Box: Patti Page                                                     | - Wydany: 2003 - Wytwórnia: Sony Japan         |
| The Command Performance Collection                                       | - Wydany: 2004 - Wytwórnia: Varèse Sarabande   |
| On Camera                                                                | - Wydany: 2005 - Wytwórnia: Mercury Records    |
| Stand by Your Man + 13 Bonus Track                                       | - Wydany: 2008 - Wytwórnia: Collectables       |
| Complete Columbia Singles; 1962-1970                                     | - Wydany: 2013 - Wytwórnia: Real Gone Music    |
| From Nashville to L.A.: Lost Columbia Masters; 1963-1969                 | - Wydany: 2013 - Wytwórnia: Real Gone Music    |

## Albumy koncertowe
| Tytuł                                               | Dane dot. albumu                            |
| Lata 60.                                            | Lata 60.                                    |
| --------------------------------------------------- | ------------------------------------------- |
| Patti Page on Stage                                 | - Wydany: 1963 - Wytwórnia: Mercury Records |
| Patti Page in Tokyo                                 | - Wydany: 1966 - Wytwórnia: CBS (Columbia)  |
| Lata 90. – 2000.                                    |                                             |
| Live at Carnegie Hall: The 50th Anniversary Concert | - Wydany: 1998 - Wytwórnia: DRG Records     |
| Live at New Latin Quarter                           | - Wydany: 2011 - Wytwórnia: Master          |

## Publikacje wydane po śmierci artystki
- 2013: The Greatest Patti Page
- 2020: This Can’t Be Love
- 2022: Patti Page On The Ed Sullivan Show 1950–1954
- 2022: Patti Page On The Ed Sullivan Show 1956–1964
- 2022: Tennessee Waltz: Nashville Classics
- 2022: Long-Worth Broadcast Recordings

## Single

### Lata 40.
| Rok                                                 | Tytuł                                  | Najwyższe pozycje na listach | Album                |
| Rok                                                 | Tytuł                                  | US                           | Album                |
| --------------------------------------------------- | -------------------------------------- | ---------------------------- | -------------------- |
| 1947                                                | "Every So Often"                       | —                            | —                    |
| 1947                                                | "I've Got Some Forgetting to Do"       | —                            | —                    |
| 1947                                                | "I'm Sorry I Didn't Say I'm Sorry"     | —                            | —                    |
| 1947                                                | "There's a Man in My Life"             | —                            | —                    |
| 1948                                                | "It's the Bluest Kind of Blues"        | —                            | —                    |
| 1948                                                | "Confess"                              | 12                           | —                    |
| 1948                                                | "Ready, Set, Go"                       | —                            | —                    |
| 1948                                                | "Give Me Time"                         | —                            | —                    |
| 1948                                                | "My Sweet Adair"                       | —                            | —                    |
| 1948                                                | "All My Love Belongs to You"           | —                            | —                    |
| 1948                                                | "Goody Goodbye"                        | —                            | —                    |
| 1948                                                | "So in Love"                           | 13                           | —                    |
| 1949                                                | "My Dream Is Yours"                    | —                            | —                    |
| 1949                                                | "Money, Marbles, and Chalk"            | 27                           | This Is My Song      |
| 1949                                                | "Whispering"                           | —                            | Romance on the Range |
| 1949                                                | "I'll Keep the Lovelight Burning"      | 26                           | —                    |
| 1949                                                | "A Thousand Violins"                   | —                            | —                    |
| 1949                                                | "The Game of Broken Hearts"            | —                            | —                    |
| 1949                                                | "With My Eyes Wide Open, I'm Dreaming" | 11                           | —                    |
| „—” oznacza, że singiel nie był notowany na liście. |                                        |                              |                      |

### Lata 50.
| Rok                                                 | Tytuł                                       | Najwyższe pozycje na listach | Najwyższe pozycje na listach | Najwyższe pozycje na listach | Album                    |
| Rok                                                 | Tytuł                                       | US                           | AUS                          | UK                           | Album                    |
| --------------------------------------------------- | ------------------------------------------- | ---------------------------- | ---------------------------- | ---------------------------- | ------------------------ |
| 1950                                                | "I Don't Care If the Sun Don't Shine"       | 8                            | —                            | —                            | I'll Remember April      |
| 1950                                                | "All My Love (Bolero)"                      | 1                            | 1                            | —                            | —                        |
| 1950                                                | "Back in Your Own Backyard"                 | 23                           | —                            | —                            | —                        |
| 1950                                                | "So In Love"                                | —                            | —                            | —                            | —                        |
| 1950                                                | "Tennessee Waltz"                           | 1                            | 1                            | —                            | Tennessee Waltz          |
| 1951                                                | "Would I Love You (Love You, Love You)"     | 4                            | —                            | —                            | Tennessee Waltz          |
| 1951                                                | "Down the Trail of Achin' Hearts"           | 17                           | —                            | —                            | Romance on the Range     |
| 1951                                                | "Mockin' Bird Hill"                         | 2                            | —                            | —                            | Romance on the Range     |
| 1951                                                | "Mister and Mississippi"                    | 8                            | —                            | —                            | Page 4                   |
| 1951                                                | "Detour"                                    | 5                            | —                            | —                            | Romance on the Range     |
| 1951                                                | "And So to Sleep Again"                     | 4                            | —                            | —                            | —                        |
| 1951                                                | "That's All I Ask of You"                   | —                            | —                            | —                            | —                        |
| 1951                                                | "Down in the Valley"                        | —                            | —                            | —                            | Romance on the Range     |
| 1951                                                | "Come What May"                             | 9                            | —                            | —                            | —                        |
| 1952                                                | "Whispering Winds"                          | 16                           | —                            | —                            | The Waltz Queen          |
| 1952                                                | "Once in a While"                           | 9                            | —                            | —                            | The Waltz Queen          |
| 1952                                                | "Release Me"                                | —                            | —                            | —                            | —                        |
| 1952                                                | "I Went to Your Wedding"                    | 1                            | 1                            | —                            | Page 4                   |
| 1952                                                | "Why Don't You Believe Me"                  | 4                            | —                            | —                            | This Is My Song          |
| 1953                                                | "(How Much Is That) Doggie in the Window"   | 1                            | —                            | 9                            | Golden Hits              |
| 1953                                                | "Now That I'm in Love"                      | 18                           | —                            | —                            | This Is My Song          |
| 1953                                                | "Butterflies"                               | 10                           | —                            | —                            | The Voices of Patti Page |
| 1953                                                | "Arfie Doggie in the Window"                | —                            | —                            | —                            | —                        |
| 1953                                                | "Father, Father"                            | 21                           | —                            | —                            | —                        |
| 1953                                                | "Changing Partners"                         | 3                            | —                            | —                            | The Voices of Patti Page |
| 1954                                                | "Cross Over the Bridge"                     | 2                            | —                            | —                            | This Is My Song          |
| 1954                                                | "Steam Heat"                                | 8                            | —                            | —                            | The Waltz Queen          |
| 1954                                                | "What a Dream"                              | 10                           | —                            | —                            | Blue Dream Street        |
| 1954                                                | "Let Me Go, Lover!"                         | 8                            | —                            | —                            | Page 4                   |
| 1955                                                | "You, Too, Can Be a Dreamer"                | —                            | —                            | —                            | Page 4                   |
| 1955                                                | "I Got It Bad"                              | —                            | —                            | —                            | Music for Two in Love    |
| 1955                                                | "Little Crazy Quilt"                        | —                            | —                            | —                            | The Voices of Patti Page |
| 1955                                                | "Near to You"                               | —                            | —                            | —                            | Page 4                   |
| 1955                                                | "Piddlily Patter Patter"                    | 32                           | —                            | —                            | —                        |
| 1955                                                | "Croce di Oro"                              | 16                           | —                            | —                            | —                        |
| 1955                                                | "Go on with the Wedding"                    | 11                           | —                            | —                            | —                        |
| 1956                                                | "My First Formal Gown"                      | 80                           | —                            | —                            | —                        |
| 1956                                                | "Allegheny Moon"                            | 2                            | —                            | —                            | Golden Hits              |
| 1956                                                | "Mama from the Train"                       | 11                           | —                            | —                            | Golden Hits, Vol. 2      |
| 1956                                                | "Repeat After Me"                           | 53                           | —                            | —                            | Manhattan Tower          |
| 1957                                                | "A Poor Man's Roses (Or a Rich Man's Gold)" | 14                           | —                            | —                            | —                        |
| 1957                                                | "Old Cape Cod"                              | 3                            | —                            | —                            | Golden Hits              |
| 1957                                                | "I'll Remember Today"                       | 23                           | —                            | —                            | —                        |
| 1957                                                | "Belonging to Someone"                      | 13                           | —                            | —                            | —                        |
| 1958                                                | "Another Time, Another Place"               | 20                           | —                            | —                            | —                        |
| 1958                                                | "Left Right Out of Your Heart"              | 9                            | —                            | —                            | —                        |
| 1958                                                | "Fibbin'"                                   | 39                           | —                            | —                            | —                        |
| 1958                                                | "Trust in Me"                               | 43                           | —                            | —                            | —                        |
| 1959                                                | "Walls Have Ears"                           | 77                           | —                            | —                            | —                        |
| 1959                                                | "With My Eyes Wide Open, I'm Dreaming"      | 59                           | —                            | —                            | Golden Hits              |
| 1959                                                | "Goodbye, Charlie"                          | 90                           | —                            | —                            | —                        |
| 1959                                                | "The Sound of Music"                        | 90                           | —                            | —                            | —                        |
| „—” oznacza, że singiel nie był notowany na liście. |                                             |                              |                              |                              |                          |

### Lata 60.
| Rok                                                 | Tytuł                                           | Najwyższe pozycje na listach | Najwyższe pozycje na listach | Album                                     |
| Rok                                                 | Tytuł                                           | US                           | CAN                          | Album                                     |
| --------------------------------------------------- | ----------------------------------------------- | ---------------------------- | ---------------------------- | ----------------------------------------- |
| 1960                                                | "Two Thousand, Two Hundred, Twenty Three Miles" | 67                           | —                            | Golden Hits, Vol. 2                       |
| 1960                                                | "One of Us (Will Weep Tonight)"                 | 31                           | —                            | Golden Hits, Vol. 2                       |
| 1960                                                | "I Wish I'd Never Been Born"                    | 52                           | —                            | —                                         |
| 1960                                                | "Don't Read the Letter"                         | 65                           | —                            | Golden Hits, Vol. 2                       |
| 1961                                                | "A City Girl Stole My Country Boy"              | 90                           | —                            | —                                         |
| 1961                                                | "Mom and Dad's Waltz"                           | 58                           | —                            | Patti Page Sings Country and Western Hits |
| 1961                                                | "A Broken Heart and a Pillow Filled with Tears" | 91                           | —                            | Golden Hits, Vol. 2                       |
| 1961                                                | "Go on Home"                                    | 42                           | —                            | Go on Home                                |
| 1962                                                | "Most People Get Married"                       | 27                           | —                            | Golden Hits, Vol. 2                       |
| 1962                                                | "The Boys' Night Out"                           | 49                           | —                            | Golden Hits, Vol. 2                       |
| 1962                                                | "Every Time I Hear Your Name"                   | —                            | —                            | The Singing Rage                          |
| 1963                                                | "High on the Hill of Hope"                      | —                            | —                            | The Singing Rage                          |
| 1963                                                | "Invitation to the Blues"                       | —                            | —                            | Go on Home                                |
| 1963                                                | "Pretty Boy Lonely"                             | 98                           | —                            | —                                         |
| 1963                                                | "Say Wonderful Things"                          | 81                           | —                            | Say Wonderful Things                      |
| 1963                                                | "Nobody"                                        | —                            | —                            | —                                         |
| 1963                                                | "If and When"                                   | —                            | —                            | Say Wonderful Things                      |
| 1964                                                | "I Adore You"                                   | 131                          | —                            | Love After Midnight                       |
| 1964                                                | "Drive-In Movie"                                | —                            | —                            | —                                         |
| 1964                                                | "Drina"                                         | —                            | —                            | —                                         |
| 1964                                                | "Days of the Waltzes"                           | —                            | —                            | —                                         |
| 1965                                                | "Hush, Hush, Sweet Charlotte"                   | 8                            | 3                            | Hush, Hush, Sweet Charlotte               |
| 1965                                                | "You Can't Be True, Dear"                       | 94                           | —                            | —                                         |
| 1965                                                | "Ribbons and Roses"                             | —                            | —                            | —                                         |
| 1966                                                | "Custody"                                       | 126                          | —                            | —                                         |
| 1966                                                | "In This Day and Age"                           | —                            | —                            | —                                         |
| 1966                                                | "It's the World Outside"                        | —                            | —                            | —                                         |
| 1966                                                | "Almost Persuaded"                              | 113                          | —                            | —                                         |
| 1966                                                | "Music and Memories"                            | —                            | —                            | —                                         |
| 1967                                                | "Wish Me a Rainbow"                             | —                            | —                            | —                                         |
| 1967                                                | "Walkin', Just Walkin'"                         | —                            | —                            | —                                         |
| 1967                                                | "All the Time"                                  | —                            | —                            | Today My Way                              |
| 1967                                                | "Gentle on My Mind"                             | 66                           | —                            | Gentle on My Mind                         |
| 1968                                                | "Little Green Apples"                           | 96                           | —                            | Gentle on My Mind                         |
| 1968                                                | "Stand by Your Man"                             | 121                          | —                            | —                                         |
| 1969                                                | "The Love Song"                                 | —                            | —                            | —                                         |
| 1969                                                | "Boy from the Country"                          | —                            | —                            | —                                         |
| „—” oznacza, że singiel nie był notowany na liście. |                                                 |                              |                              |                                           |

### Lata 70. i 80.
| Rok                                                 | Tytuł                                          | Najwyższe pozycje na listach | Album               |
| Rok                                                 | Tytuł                                          | US                           | Album               |
| --------------------------------------------------- | ---------------------------------------------- | ---------------------------- | ------------------- |
| 1970                                                | "Pickin' Up the Pieces"                        | —                            | —                   |
| 1970                                                | "I Wish I Had a Mommy Like You"                | 114                          | —                   |
| 1970                                                | "Give Him Love"                                | —                            | I'd Rather Be Sorry |
| 1971                                                | "Make Me Your Kind of Woman"                   | —                            | I'd Rather Be Sorry |
| 1971                                                | "I'd Rather Be Sorry"                          | —                            | I'd Rather Be Sorry |
| 1971                                                | "Think Again"                                  | —                            | —                   |
| 1972                                                | "Things We Care About"                         | —                            | —                   |
| 1972                                                | "Love Is a Friend of Mine"                     | —                            | —                   |
| 1973                                                | "I Can't Sit Still"                            | —                            | —                   |
| 1973                                                | "You're Gonna Hurt Me"                         | —                            | —                   |
| 1974                                                | "Someone Came to See Me"                       | —                            | —                   |
| 1974                                                | "I May Not Be Lovin' You"                      | —                            | A Touch of Country  |
| 1975                                                | "Pour Your Lovin' on Me"                       | —                            | A Touch of Country  |
| 1975                                                | "Less Than the Song"                           | —                            | A Touch of Country  |
| 1981                                                | "No Aces"                                      | —                            | No Aces             |
| 1981                                                | "Detour"[A]                                    | —                            | No Aces             |
| 1981                                                | "A Poor Man's Roses (Or a Rich Man's Gold)"[A] | —                            | No Aces             |
| 1982                                                | "My Man Friday"                                | —                            | —                   |
| 1982                                                | "Barbara's Daughter"                           | —                            | —                   |
| „—” oznacza, że singiel nie był notowany na liście. |                                                |                              |                     |